# Hryhorij Kvitka-Osnovjanenko

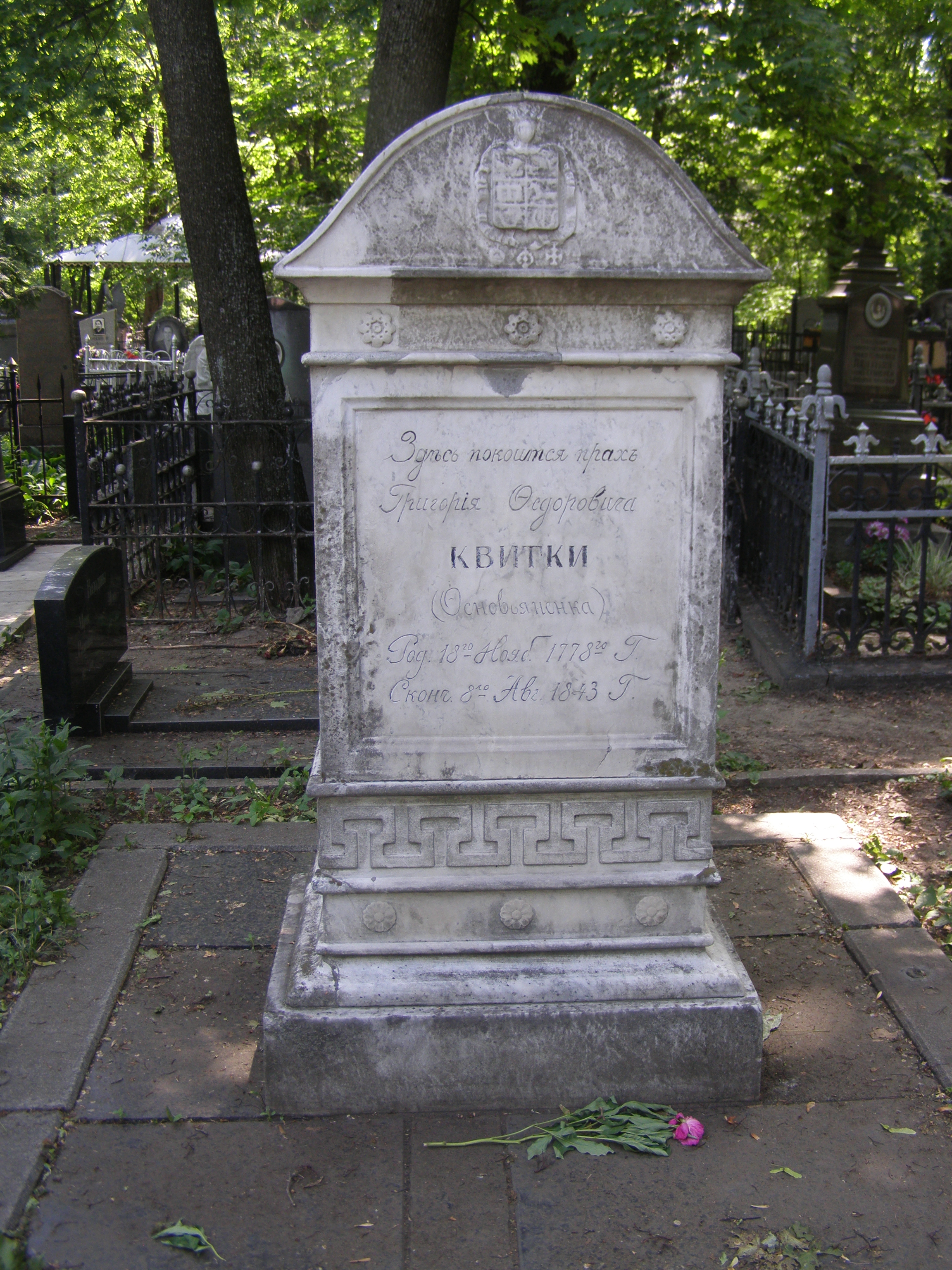
Hrob Kvitky-Osnovjanenka v Charkově

Hryhorij Fedorovyč Kvitka-Osnovjanenko (ukrajinsky Григорій Федорович Квітка-Основ'яненко, 29. listopadu 1778 Osnova, dnes součást Charkova – 20. srpna 1843 Charkov) byl preromantický ukrajinský prozaik, dramatik, novinář, literární kritik a kulturně-společenský aktivista. Byl zakladatelem umělecké prózy a komedie v klasické ukrajinské literatuře.

## Život
Narodil se ve vesnici Osnova u Charkova (odtud i jeho pseudonym – Osnovjanenko), na Slobodské Ukrajině, v rodině nižšího šlechtice, potomka starého kozáckého rodu. Navštěvoval klášterní školu v Kurjaži a díky svému nadání, neustálému sebevzdělávaní a neutuchající kulturní a spisovatelské činnosti dosáhl poměrně kvalitního vzdělání. V patnácti letech (1793) se stal poddůstojníkem jezdeckého pluku a letech 1796-1797 získal titul rotmistra (kapitána). Po odchodu z vojska působil asi deset měsíců (od června 1804 do dubna 1805) jako novic v Kurjažském klášteře, v roce 1806 sloužil v národní domobraně. Za války s Napoleonem roku 1812 sloužil opět jako voják a poté se zcela věnoval občanské a kulturní činnosti
Byl jedním z inciátorů založení Charkovské univerzity, stal se členem Akademie věd při Charkovské univerzitě, členem rady Institutu počestných slečen (Інститут благородних дівиць), vzdělávací instituce, která poskytovala dívkám všeobecné vzdělání a estetickou a etickou výchovu. Podílel se na založení divadla v Charkově roku 1812 a byl jeho prvním ředitelem. jeho zásluhou byl vydáván první literárně-umělecký, vědecký a společensko-politický časopis na Ukrajině Ukrajinskij věstnik (1816–1819, Украинский вестник), který vycházel v ruštině při Charkovské univerzitě. Zasloužl se také o vydání čtyř čísel almanachu Молодикъ (1843–1844), ve kterých byla publikována beletristická díla mnoha ukrajinských a ruských spisovatelů, historické a historicko-literární materiály a také překlady preromantických a romantických spisovatelů. Stal se aktivní osobností společenského a kulturního života Charkova. V letech 1817-1828 byl okresním maršálkem šlechty, od roku 1840 předsedou charkovské komory trestního soudu. a stal se také členem Společnosti starožitníků severu v Kodani.
V Institutu počestných slečen se seznámil s učitelkou Annou Hryhorivnou Vuľfovou (1800-1852), která byla o 22 let mladší než on, a roku 1821 se s ní oženil. Stala se pro něho velkou inspirací, považoval jí za svého prvního kritika a její připomínky zohledňoval.
Zemřel roku 1843 v Charkově po těžké nemoci. Byl pohřben na Cholodnohorském hřbitově. Ve 30. letech 20. století byl hřbitov zničen a náhrobek byl přenesen do Pokrovského chrámu a později na Druhý městský hřbitov.

## Dílo
Hryhorij Kvitka-Osnovjanenko psal v ruštině i ukrajinštině. Koncem dvacátých let začal pod Gogolovým vlivem psát rusky fejetony a satirické komedie. Je známý především díky svým povídkám, novelám a divadelním hrám, které odrážely ukrajinskou kulturu, lidové tradice a zároveň kritizovaly sociální a politické poměry na tehdejší Ukrajině. Využíval svou tvorbu k vyjádření národního vědomí a podporoval ukrajinskou kulturu v těžkých obdobích carské cenzury. Jeho vzorem byl Hryhorij Skovoroda, se kterým se osobně seznámil v domě svého otce. Jeho tvorba se vyznačuje bohatstvím národopismých detailů a zájmem o život prostého lidu. Jeho estetické názory se vyznačují didaktismem a konzervatismem. Za hlavní v umění považoval výchovnou funcki.
Jeho dílo má dva stylové proudy: burleskní, blízký pracím Ivana Kotljarevského projevující se především v jeho divadelních hrách, a sentimentální, díky čemuž je považován za otce ukrajinského preromantismu. Byl první, kdo v ukrajinském jazyce upozornil na bohatý vnitřní svět prostého člověka a kdo ukázal, že i v ukrajinštině lze vyjádřit hluboké myšlenky a něžné city.

## Výběrová bibliografie

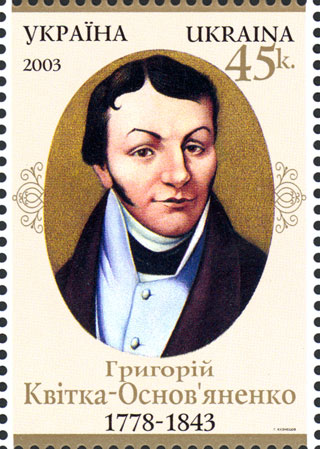
Ukrajinská známka (2003)

### Divadelní hry
- Host z metropole aneb Nepokoje v okresním městě (1827, Приезжий из столицы, или Суматоха в уездном городе, tiskem 1840), rusky psaná komedie na stejný námět jako má Gogolův Revizor.
- Šlechtické volby (1829, Дворянские выборы), satirická komedie, jejímž tématem jsou volby vládnoucích osob, na kterých závisí na nejbližší období osud poddaných. Autor ve hře negativně zobrazil vrstvu šlechticů, jejich morálku, politické názory i to, jak vnímají své povinnosti vůči obyčejným lidem.
- Jasnovidka (1830, Ясновидящая), komedie poukazující na pověrčivou a často i vulgární společnost v gubernii. Hra byla cenzurou zakázána. Podle hry naspal autor roku 1841 povídku Margarita Prokofjevna.
- Rusky napsaná komediální trilogie o Malorusovi-chocholovi (хохoл je urážlivé ruské označení pro Ukrajince) Šelmenkovi (do češtiny lze přeložit jako Šelmička), který jediný v trilogii mluví ukrajinsky, zatímco ostatní postavy mluví rusky:
  - Šlechtické volby, část druhá, aneb volba policejního náčelníka (1830, Дворянские выборы, часть вторая, или Выбор исправника), komedie zobrazující stejné problémy jako autorova komedie z roku 1829 na příkladu života a činnosťi nižších úředníků. Zároveň jde o první díl komediální trilogie o Malorusovi-chocholovi Šelmenkovi.
  - Šelmička - volostní úředník (1831, Шельменко-волосний писар), volosť (вoлость) byla administrativní a územní jednotku carského Ruska.
  - Šelmička - sluha kapitánův (1835, Шельменко денщик, tiskem 1840), komedie, třetí část trilogie o Šelmenkovi, jejímž obsahem je zajištění tajného sňatku důstojníka s dcerou bohatého statkáře mazaným důstojnickým sluhou.
- Námluvy na Hončarivci (1836, Сватання на Гончарівці), komedie o úspěšné snaze zabránit svatbě krásné dívky, kterí miluje nevolníka, s bláznivým synem bohatce. Hra má výrazný národopisný kolorit a nese i znaky satiry, vaudevillu a operety.
- Turecký šátek aneb Tak se to dělá (1836, Tурецька шаль, або Так ведеться), komedie zobrazující rozklad moskevské šlechtické rodiny.
- Bojovnice (1840, Бой-жінка), komedie o žárlivém muží, kterého jeho žena donutí slíbit, že již nikdy v životě nebude žárlit, protože jej může oklamat, kdykoliv se jí zachce.

### Próza

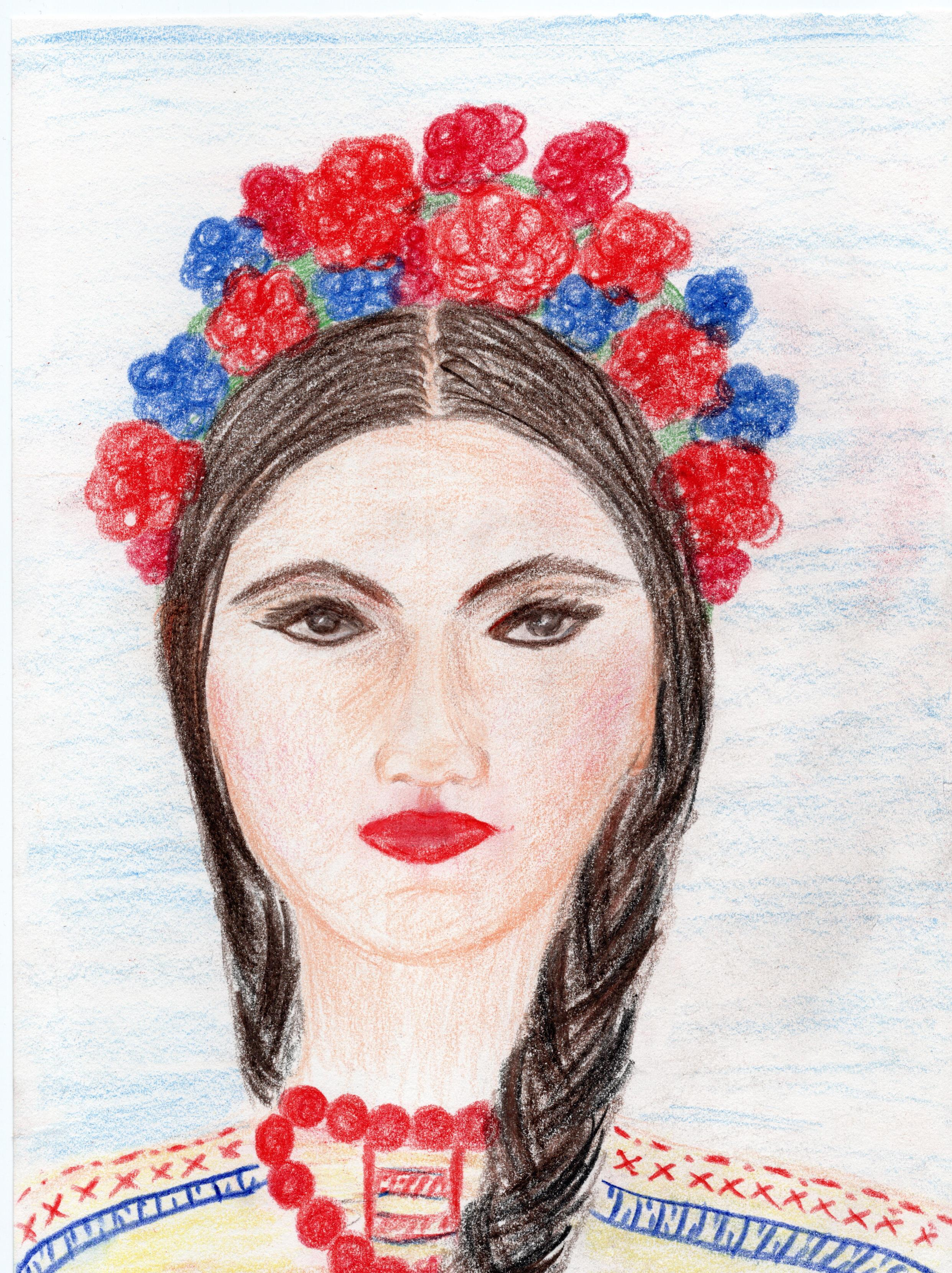
Umělecké vyobrazení Marusji ze stejnojmnené povídky

- Hanna (Ганнуся), povídka v ruštině, první zkrácené vydání pod názvem Charkovská Hanna (Харьковская Ганнуся) vyšlo roku 1832, plný text roku 1839. Jádrem děje jsou dvě vzájemně se doplňující linie — pátrání nešťastné matky po dceři a strádající život dívky Hanny, která se považuje za sirotka. Na tomto základě přivádí autor matku a dceru k různým lidem, k bohatým i prostým, přičemž morálka prostých lidí vysoce převyšuje morálku bohatých.
- Maloruské příběhy vyprávěné Griškem Osnovjanenkem (1834, Малороссийские повести рассказанные Грыцьком Основьяненком), ukrajinské povisti (повісти), tj. vyprávění lidového vypravěče, první díl. Kniha obsahuje tyto povisti:
  - Portrét vojáka (Салдацький патрет), humoristická povídka z roku 1833, ve které autor vyjadřuje přesvědčení, že ne každý je schopný správně ohodnotit a vnímat umelecké dílo na patřičné úrovni.
  - Velikonoce mrtvých (Мертвецький великдень), humoristická povídka o tom, jak mrtví slaví velikonoce tak, aby nerušili živé, když celá vesnice živých spí opilá.
  - Marusja (Маруся). česky jako Maruše, dramatický příběh čisté a věrné, ale nenaplněné lásky venkovské dívky Marusji a městského řemeslníka Vasilije.
- Maloruské příběhy vyprávěné Griškem Osnovjanenkem (1837, Малороссийские повести рассказанные Грыцьком Основьяненком), druhý díl. Kniha obsahuje tyto povisti:
  - Dělej dobro, dobro bude (Добре роби — добре буде), sentimentální příběh.
  - Konotopská vědma (Конотопська відьма), satirický příběh s fantaskními motivy z toku 1833 kriticky zobrazující tupost a nevždělanost.
  - Tu si, tu je poklad (От тобі і скарб), příběh z roku 1834 o tom, jak vesničan Choma Masljak při bezvýsledném hledání snadného zbohatnutí pomocí pokladu nejprve promrhal vše, co získali jeho otec a matka, a poté se pokusil prodat svou duši ďáblu.
- Trumfová dívka (1838, Kozir-divka), příběh venkovské dívky, která se nesmířila s téměř nepřekonatelnými pomluvami a nepravdami vznesenými na jejího snoubence a dala se do boje se zdánlivě všemocnými místními úřady.
- Upřímná láska (1839, Щира любов), smutný příběh nerovné lásky vesnické dívky a důstojníka šlechtického původu.
- Pan Chaljavskij (1839, Пан Халявский), rusky napsaný satirický román zabývající se prázdným životem ukrajinských statkářů na přelomu 18.-19. století se zvláště podrobným popisem jejich vztahu k jídlu a vzdělání.
- Ukrajinští diplomaté (1840, Украинские дипломаты), povídka podle komedie Šelmička - sluha kapitánův.
- Boží děti (1840, Божі діти), v konzervativně idylickém příběhu autor poukázal na výrazné sociální kontrasty té doby.
- Margarita Prokofjevna (1841, Маргарита Прокофьевна), povídka napsaní podle cenzurou zakázané komedie Jasnovidka.
- Ubohá Oksana (1841, Сердешна Оксана), povídka zpracovávající téma zneuctění venkovské dívky vojenským důstojníkem, která pak žije s nemanželským dítětem.
- Život a dobrodružství Petra Stěpanova, syna Stolbikova, statkáře ve třech guberniích. Rukopis z 18. století. (1841, Жизнь и похождения Петра Степанова сына Столбикова, помещика в трех наместничествах. Рукопись XVIII века., román, protest proti byrokratické zvůli.
- Pachrimova snídaně (1841, Пархімове снідання), humoristická povídka
- Historie divadla v Charkově (1841, «История театра в Харькове, esej.
- Koupený rozum (1842, Купований розум), satiricko-humoristická povádka.
- Lhář (1843, Підбрехач), humoristická povídka.
- Založení Charkova. Prastará legenda (1843, Основание Харькова. Старинное предание), v díle autor vypráví příběh své rodiny, stejně jako historii osídlení celé oblasti.

## Adaptace

### Film
- Šelmička - sluha kapitánův (1910, Шельменко денщик), ruský němý film.
- Šelmička - sluha kapitánův (1911, Шельменко денщик), ruský němý film.
- Šelmička - sluha kapitánův (1912, Шельменко денщик), ruský němý film, režie Dmitrij Michajlovič Bajda-Suchovij.
- Šelmička - sluha kapitánův (1957, Шельменко денщик), ukrajinský sovětský film, režie Viktor Michajlovič Ivanov.
- Námluvy na Hončarivci (1958, Сватання на Гончарівці), ukrajinský sovětský film, režie Igor Fjodorovič Zemgano.
- Šelmička - sluha kapitánův (1971, Шельменко денщик), ukrajinská sovětská hudební komedie, hudba Vasilij Pavlovič Solovjov-Sedoj, režie Andrej Petrovič Tutyškin.
- Konotopská vědma (1987, Конотопська відьма), ukrajinský sovětský film, režie Igor Jakovič Afanasjev.
- Vědma (1990, Відьма), ukrajinský film, režie Galina Nikolajevna Šigaeva.[7]

### Hudba
- Феминизм по-украински (1998-2008, Feminismus po ukrajinsku), muzikál podle komedie Bojovnice, libreto a hudba Oleksij Kolomijcev.[8]

## Česká vydání
- Maruše. Brno: Josef Barvič 1896, přeložil Josef Koněrza.
- Šelmička-sluha kapitánův. Praha: ČDLJ 1953, přeložili Josef Balvín a Vladimír Horáček.